# Grammy Awards 1987
Seit den Anfängen 1959 wurde im Jahr 1987 der wichtigste US-amerikanische Musikpreis, der Grammy, zum 29. Mal vergeben.
In 68 Kategorien wurden bei den Grammy Awards 1987 die besten Leistungen des Vorjahres in den 23 Bereichen von Pop bis Klassik ausgezeichnet.

## Hauptkategorien
Single des Jahres (Record of the Year):
- Higher Love von Steve Winwood

Album des Jahres (Album of the Year):
- Graceland von Paul Simon

Song des Jahres (Song of the Year):
- That’s What Friends Are For von Dionne Warwick & Friends (Autoren: Burt Bacharach, Carole Bayer Sager)

Bester neuer Künstler (Best New Artist):
- Bruce Hornsby & The Range

## Pop
Beste weibliche Gesangsdarbietung – Pop (Best Pop Vocal Performance, Female):
- The Broadway Album von Barbra Streisand

Beste männliche Gesangsdarbietung – Pop (Best Pop Vocal Performance, Male):
- Higher Love von Steve Winwood

Beste Darbietung eines Duos oder einer Gruppe mit Gesang – Pop (Best Pop Performance By A Duo Or Group With Vocals):
- That’s What Friends Are For von Dionne & Friends (Dionne Warwick, Elton John, Gladys Knight & Stevie Wonder)

Beste Instrumentaldarbietung – Pop (Best Pop Instrumental Performance, Orchestra, Group Or Soloist):
- Top Gun (Anthem) von Harold Faltermeyer & Steve Stevens

## Rock
Beste weibliche Gesangsdarbietung – Rock (Best Rock Vocal Performance, Female):
- Back Where You Started von Tina Turner

Beste männliche Gesangsdarbietung – Rock (Best Rock Vocal Performance, Male):
- Addicted to Love von Robert Palmer

Beste Darbietung eines Duos oder einer Gruppe mit Gesang – Rock (Best Rock Performance By A Duo Or Group With Vocals):
- Missionary Man von den Eurythmics

Beste Darbietung eines Rockinstrumentals (Best Rock Instrumental Performance):
- Peter Gunn von The Art of Noise & Duane Eddy

## Rhythm & Blues
Beste weibliche Gesangsdarbietung – R&B (Best R&B Vocal Performance, Female):
- Rapture von Anita Baker

Beste männliche Gesangsdarbietung – R&B (Best R&B Vocal Performance, Male):
- Living In America von James Brown

Beste Darbietung eines Duos oder einer Gruppe mit Gesang – Pop (Best R&B Performance By A Duo Or Group With Vocals):
- Kiss von Prince and The Revolution

Beste Instrumentaldarbietung – R&B (Best R&B Instrumental Performance, Orchestra, Group Or Soloist):
- And You Know That von den Yellowjackets

Bester R&B-Song (Best R&B Song):
- Sweet Love von Anita Baker (Autoren: Anita Baker, Gary Bias, Louis A. Johnson)

## Country
Beste weibliche Gesangsdarbietung – Country (Best Country Vocal Performance, Female):
- Whoever’s In New England von Reba McEntire

Beste männliche Gesangsdarbietung – Country (Best Country Vocal Performance, Male):
- Lost In The Fifties Tonight von Ronnie Milsap

Beste Countrydarbietung eines Duos oder einer Gruppe mit Gesang (Best Country Performance By A Duo Or Group With Vocal):
- Grandpa (Tell Me ’bout The Good Old Days) von den Judds

Beste Darbietung eines Countryinstrumentals (Orchester, Gruppe oder Solist) (Best Country Instrumental Performance – Orchestra, Group Or Soloist):
- Raisin’ The Dickins von Ricky Skaggs

Bester Countrysong (Best Country Song):
- Grandpa (Tell Me ’bout The Good Old Days) von den Judds (Autor: Jamie O’Hara)

## New Age
Beste New-Age-Aufnahme (Best New Age Recording):
- Down To The Moon von Andreas Vollenweider

## Jazz
Beste Jazz-Gesangsdarbietung, weiblich (Best Jazz Vocal Performance, Female):
- Timeless von Diane Schuur

Beste Jazz-Gesangsdarbietung, männlich (Best Jazz Vocal Performance, Male):
- Round Midnight von Bobby McFerrin

Beste Jazz-Gesangsdarbietung, Duo oder Gruppe (Best Jazz Vocal Performance, Duo Or Group):
- Free Fall von 2+2 Plus

Beste Jazz-Instrumentaldarbietung, Solist (Best Jazz Instrumental Performance, Soloist):
- Tutu von Miles Davis

Beste Jazz-Instrumentaldarbietung, Gruppe (Best Jazz Instrumental Performance, Group):
- J Mood von Wynton Marsalis

Beste Jazz-Instrumentaldarbietung, Big Band (Best Jazz Instrumental Performance, Big Band):
- The Tonight Show Band With Doc Severinsen von Doc Severinsen

Beste Jazz-Fusion-Darbietung, Gesang oder instrumental (Best Jazz Fusion Performance, Vocal Or Instrumental):
- Double Vision von Bob James & David Sanborn

## Gospel
Beste weibliche Gospel-Darbietung (Best Gospel Performance, Female):
- Morning Like This von Sandi Patti

Beste männliche Gospel-Darbietung (Best Gospel Performance, Male):
- Triumph von Philip Bailey

Beste Gospel-Darbietung eines Duos, einer Gruppe oder eines Chors (Best Gospel Performance By A Duo Or Group, Choir Or Chorus):
- They Say von Deniece Williams & Sandi Patti

Beste weibliche Soul-Gospel-Darbietung (Best Soul Gospel Performance, Female):
- I Surrender All von Deniece Williams

Beste männliche Soul-Gospel-Darbietung (Best Soul Gospel Performance, Male):
- Going Away von Al Green

Beste Soul-Gospel-Darbietung eines Duos, einer Gruppe oder eines Chors (Best Soul Gospel Performance By A Duo Or Group, Choir Or Chorus):
- Let My People Go von den Winans

## Latin
Beste Latin-Pop-Darbietung (Best Latin Pop Performance):
- Le lo lai von José Feliciano

Beste Tropical-Latin-Darbietung (Best Tropical Latin Performance):
- Escenas von Rubén Blades

Beste Mexican-American-Darbietung (Best Mexican-American Performance)
- Ay te dejo en San Antonio von Flaco Jimenez

## Blues
Beste traditionelle Blues-Aufnahme (Best Traditional Blues Recording):
- Showdown! von Albert Collins, Johnny Copeland & Robert Cray

## Folk
Bestes traditionelles Folkalbum (Best Traditional Folk Album):
- Riding The Midnight Train von Doc Watson

Beste zeitgenössische Folk-Aufnahme (Best Contemporary Folk Recording):
- Tribute To Steve Goodman von verschiedenen Interpreten (Produzenten: Al Bunetta, Dan Einstein, Hank Neuberger)

## Reggae
Beste Reggae-Aufnahme (Best Reggae Recording):
- Babylon The Bandit von Steel Pulse

## Polka
Beste Polka-Aufnahme (Best Polka Recording):
- Another Polka Celebration von Eddy Blazonczyk’s Versatones
- I Remember Warsaw von Jimmy Sturr & His Orchestra

## Für Kinder
Beste Aufnahme für Kinder (Best Recording For Children):
- The Alphabet von den Sesamstraßendarstellern (Produzenten: Jim Henson, Kathryn King, Geri van Rees)

## Sprache
Beste gesprochene oder Nicht-Musik-Aufnahme (Best Spoken Word Or Non-Musical Recording):
- Interviews From the Class of ’55 Recording Sessions von Johnny Cash, Jerry Lee Lewis, Chips Moman, Ricky Nelson, Roy Orbison, Carl Perkins & Sam Phillips

## Comedy
Beste Comedy-Aufnahme (Best Comedy Recording):
- Those of You With or Without Children, You'll Understand von Bill Cosby

## Musical Show
Bestes Cast-Show-Album (Best Cast Show Album):
- Follies in Concert von der Originalbesetzung von 1986 (Produzent: Thomas Z. Shepard)

## Komposition / Arrangement
Beste Instrumentalkomposition (Best Instrumental Composition):
- Out of Africa (Komponist: John Barry)

Bestes Instrumentalarrangement (Best Arrangement On An Instrumental):
- Suite Memories von Bill Watrous & Patrick Williams (Arrangeur: Patrick Williams)

Bestes Instrumentalarrangement mit Gesangsbegleitung (Best Instrumental Arrangement Accompanying Vocals):
- Somewhere von Barbra Streisand (Arrangeur: David Foster)

## Packages und Album-Begleittexte
Bestes Album-Paket (Best Album Package):
- Tutu von Miles Davis (Künstlerische Leiterin: Eiko Ishioka)

Bester Album-Begleittext (Best Album Notes):
- The Voice – The Columbia Years 1943–1952 von Frank Sinatra (Verfasser: Andrew Sarris, Frank Conroy, Gary Giddins, Jonathan Schwartz, Murray Kempton, Stephen Holden, Wilfrid Sheed)

## Historische Aufnahmen
Bestes historisches Album (Best Historical Album):
- Atlantic Rhythm and Blues 1947–1974 von verschiedenen Interpreten (Produzenten: Aziz Goksel, Bob Porter)

## Produktion und Technik
Beste technische Aufnahme, ohne klassische Musik (Best Engineered Recording, Non-Classical):
- Back In The High Life von Steve Winwood (Technik: Jason Corsaro, Tom Lord-Alge)

Beste technische Klassikaufnahme (Best Engineered Recording, Classical):
- Horowitz – The Studio Recordings, New York 1985 von Vladimir Horowitz (Technik: Paul Goodman)

Produzent des Jahres (ohne Klassik) (Producer Of The Year, Non-Classical):
- Jimmy Jam und Terry Lewis

Klassik-Produzent des Jahres (Classical Producer Of The Year):
- Thomas Frost

## Klassische Musik
Bestes Klassik-Album (Best Classical Album):
- Horowitz – The Studio Recordings, New York 1985 von Vladimir Horowitz

Beste klassische Orchesteraufnahme (Best Orchestral Recording):
- Liszt: Eine Faust-Sinfonie des Chicago Symphony Orchestra unter Leitung von Georg Solti

Beste Opernaufnahme (Best Opera Recording):
- Bernstein: Candide von James Billins, Joyce Castle, Maris Clement, David Eisler, Jack Harrold, John Lankston, Erie Mills, Scott Reeve und dem New York City Opera Orchestra unter Leitung von John Mauceri

Beste Chor-Darbietung (ohne Oper) (Best Choral Performance other than opera):
- Orff: Carmina Burana vom Chicago Symphony Orchestra und Chor unter Leitung von James Levine

Beste klassische Soloinstrument-Darbietung (mit oder ohne Orchester) (Best Classical Performance – Instrumental Soloist Or Soloists With Or Without Orchestra):
- Horowitz – The Studio Recordings, New York 1985 von Vladimir Horowitz

Beste Kammermusik-Darbietung (Best Chamber Music Performance):
- Beethoven: Cello- und Klaviersonate Nr. 4 in C mit Variationen von Emanuel Ax & Yo-Yo Ma

Beste klassische Solo-Gesangsdarbietung (Best Classical Vocal Soloist Performance):
- Kathleen Battle Sings Mozart von Kathleen Battle und dem Royal Philharmonic Orchestra unter Leitung von André Previn

Beste zeitgenössische Komposition (Best Contemporary Composition):
- Symphonie Nr. 3 vom Los Angeles Philharmonic Orchestra unter Leitung von Esa-Pekka Salonen (Komponist: Witold Lutosławski)

## Musikvideo
Bestes Musik-Kurzvideo (Best Music Video, Short Form):
- Brothers in Arms von den Dire Straits

Bestes Musik-Langvideo (Best Music Video, Long Form):
- Bring On The Night von Sting

## Special Merit Awards

### Grammy Lifetime Achievement Award
- Roy Acuff
- Benny Carter
- Enrico Caruso
- Ray Charles
- Fats Domino
- Woody Herman
- Billie Holiday
- B. B. King
- Isaac Stern
- Igor Strawinski
- Arturo Toscanini
- Hank Williams

Trustees Award
- Harold Arlen
- Emile Berliner
- Jerome Kern
- Johnny Mercer